# Недра (видавництво)
«Недра» — радянське і російське видавництво, яке спеціалізується на виданні наукової, технічної, навчальної та науково-популярної літератури з тематики геології, надрокористування і наук про Землю. Видавництво друкує підручники, довідники, технічні публікації, наукові праці, монографії та науково-популярну літературу, перекладні тексти, плакати, каталоги та інші друковані та цифрові матеріали.

## Історія
1963 року в Москві на базі кількох видавництв технічної літератури (Гостоптехиздат, Госгортехиздат, Госгеолтехиздат і Геодезиздат) було засноване єдине спеціалізоване науково-технічне видавництво Недра. Наступного року видавництво відкрило відділення в Ленінграді. Видавництво підпорядковувалось Державному комітету у справах видавництв, поліграфії та книжкової торгівлі при Ради міністрів СРСР. У 1980-х роках у системі Держкомвидаву видавництво входило до Головної редакції науково-технічної літератури.
Протягом 1960–1970-х років видавництво випускало наукову, виробничо-технічну, навчальну, довідкову та науково-популярну літературу з нафтової, газової, вугільної, гірничорудної, торф'яної промисловості, теоретичних і практичних питань геології, геофізики, геодезії тощо. Видавництво друкувало 17 профільних науково-технічних журналів, серед яких були такі, як «Советская геология», «Горный журнал», «Нефтяное хозяйство», «Уголь», «Торфяная промышленность» тощо.
1973 року книжкова продукція видавництва становила 600 окремих видань загальним накладом 4,6 млн примірників, обсяг 61 млн друкованих аркушів-відбитків. З 1964 по 1987 рік директором видавництва був Михайло Сергійович Львов.
Упродовж 1979—1990 років показники видавничої діяльності видавництва були наступні:
| Показник                 | 1979    | 1980    | 1981    | 1985    | 1987    | 1988   | 1989    | 1990    |
| ------------------------ | ------- | ------- | ------- | ------- | ------- | ------ | ------- | ------- |
| Кількість видань         | 497     | 455     | 459     | 471     | 430     | 394    | 379     | 388     |
| Наклад (млн примірників) | 4,0463  | 3,6879  | 4,4356  | 3,6577  | 3,9948  | 3,651  | 3,4643  | 2,932   |
| Друкованих аркушів       | 51,0206 | 51,5999 | 50,2833 | 52,2827 | 52,7364 | 52,521 | 55,2105 | 47,7205 |

Від 2012 року видавничій дім «Надра» за ліцензією корпорації PennWell (США) розпочало видання російської версії найстарішого журналу в нафтогазовій галузі промисловості — Oil & Gas Journal Russia. Видання поставляє на Галузевий інформаційний ринок Росії та СНД міжнародні новини, аналітичні, технологічні, наукові статті, огляди ринків, статистику.
З 2013 року видавничий дім «Надра» видає журнал Offshore (Russia) за ліцензією видавничого дому PennWell. Це перше в світі спеціалізоване видання, присвячене проблемам розробки морських родовищ вуглеводнів.

## Нагороди
- 1979 рік — Орден «Знак Пошани» «за видатні досягнення в галузі виробництва та наукових досліджень… заохочення економічних, наукових, технологічних зв'язків між СРСР та іншими країнами»[13].
- 1997 рік — Диплом всеросійського конкурсу «Мистецтво книги» за підготовку і випуск видання «Історія алмазу».
- 2001 рік — Диплом конкурсу Асоціації книговидавців Росії (АСКИ) у номінації «Кращі книги року» за видання «Розробка малопродуктивних нафтових родовищ» В. Д. Лисенка та В. І. Грайфера російською та англійською мовами.
- 2003 рік — Диплом АСКИ «Краща книга року» за навчальний посібник «Основні процеси і апарати нафтопереробки» А. Владимирова, В. Щелкунова та С. Круглова.
- 2006 рік — Переможець конкурсу АСКИ «Краща книга року» в номінації «видання з природничих наук, техніки та медицини» за видання книги С. А. Серкерова «Гравірозвідка і магніторозвідка. Основні поняття, терміни та визначення».
- 2011 рік — Дипломи АСКИ «Краща книга року» в номінаціях «видання з природничих наук, техніки та медицини» за книгу «Новий погляд на перспективи нафтогазоносності Східного Устюрта» і двотомник «Супутник буровика»; у номінації «видання ділової літератури» за книгу «Саудівська Аравія. ХХІ століття на батьківщині ісламу».
- 2015 рік — Диплом АСКИ «Кращі книги року» в номінації «видання з природничих наук, техніки та медицини» за цикл книг, присвячених нафтогазоносності районів Росії та зарубіжжя.
- 2016 рік — Диплом Державної науково-технічної бібліотеки Росії за цикл публікацій про різні аспекти нафтогазової промисловості (п'ять книг). Журнал видавництва «Oil & Gas Journal Russia» було визнано найкращим нафтогазовим журналом серед російських друкованих видань консалтинговим агентством «Нафтогаз». Уперше премію імені І. М. Губкіна Російської академії наук присуджено за підручник «Геологія і геохімія нафти і газу» В. Єрмолкіну та В. Керімову.
- 2017 рік — Журнал видавництва «Oil & Gas Journal Russia» було визнано найкращим нафтогазовим журналом серед російських друкованих видань консалтинговим агентством «Нафтогаз». Гран-прі конкурсу «Книга, що стала подією року» за цикл видань для нафтогазової галузі промисловості та видатний внесок у розвиток вітчизняної технічної літератури.
- 2018 рік — Журнал видавництва «Oil & Gas Journal Russia» посів перше місце на Всеросійському конкурсі інноваційної журналістики Tech in Media'18; переміг у конкурсі Фонду розвитку трубної промисловості; відзначений дипломом Санкт-Петербурзької міжнародної товарно-сировинної біржі (СПбМТСБ).